# Pavillon d'Anne de Beaujeu
Le pavillon d'Anne-de-Beaujeu est une aile du château des ducs de Bourbon, situé à Moulins dans le département de l'Allier et la région Auvergne.

## Localisation
Le pavillon d'Anne-de-Beaujeu est situé à Moulins, 5 place Colonel-Laussedat.

## Historique
Le duc Louis II de Bourbon décide en 1378 d'installer la cour des comptes ducale à Moulins faisant de la ville la capitale du duché de Bourbon ; elle va le rester jusqu'en 1532, date du rattachement du duché à la Couronne.
Après les ravages du début de la guerre de Cent Ans, le duc Louis II fait reconstruire le château de Moulins entre 1366 et 1375.
Le roi Charles VIII veut faire valoir ses droits sur le royaume de Naples et entame la première guerre d'Italie, entre 1497 et 1499.
Pendant ce temps, Charles VIII a confié à sa sœur, Anne de Beaujeu et à son mari Pierre II de Bourbon la régence du royaume qui va s'exercer à partir de Moulins. Les Français découvrent l'art de la Renaissance italienne au cours de cette guerre. À la suite de cette découverte, vers 1500, Anne de Beaujeu et Pierre II de Bourbon font construire par l'architecte Marceau Rodier, pour fermer la cour du château, l'un des premiers édifices d’architecture Renaissance de France. La présence du monogramme de Pierre de Beaujeu sur le pavillon laisse penser qu'il est terminé avant sa mort, en 1503.
Après le rattachement du duché à la Couronne, le château n'est plus occupé qu'épisodiquement et est mal entretenu. En 1755, un incendie ravage l'aile du pavillon d'Anne de Beaujeu. En 1774, l'état du château le fait classer comme ruine.
En 1839, le pavillon d'Anne-de-Beaujeu devient une gendarmerie. Il est sauvé par son classement au titre des monuments historiques en 1840.
L'ensemble du pavillon est restauré, complété de bâtiments annexes, en 1907, pour recevoir un musée à la suite de la donation de Louis Mantin.
Le pavillon d'Anne-de-Beaujeu abrite à partir de 1910, avec la maison Mantin, le musée d'art et d'archéologie de Moulins.

## Architecture
C'est un monument longiligne s'ouvrant sur une galerie à arcades au décor raffiné constitué de pilastres cannelés, d'oves, de perles, de feuilles d'acanthe et de cornes d'abondance. Cette construction comprenait une chapelle voûtée d'une coupole, détruite aujourd'hui.